# Chiesa di Santa Maria della Rocca (Offida)
La chiesa di Santa Maria della Rocca è una chiesa trecentesca della cittadina di Offida (AP), nelle Marche.

## Storia

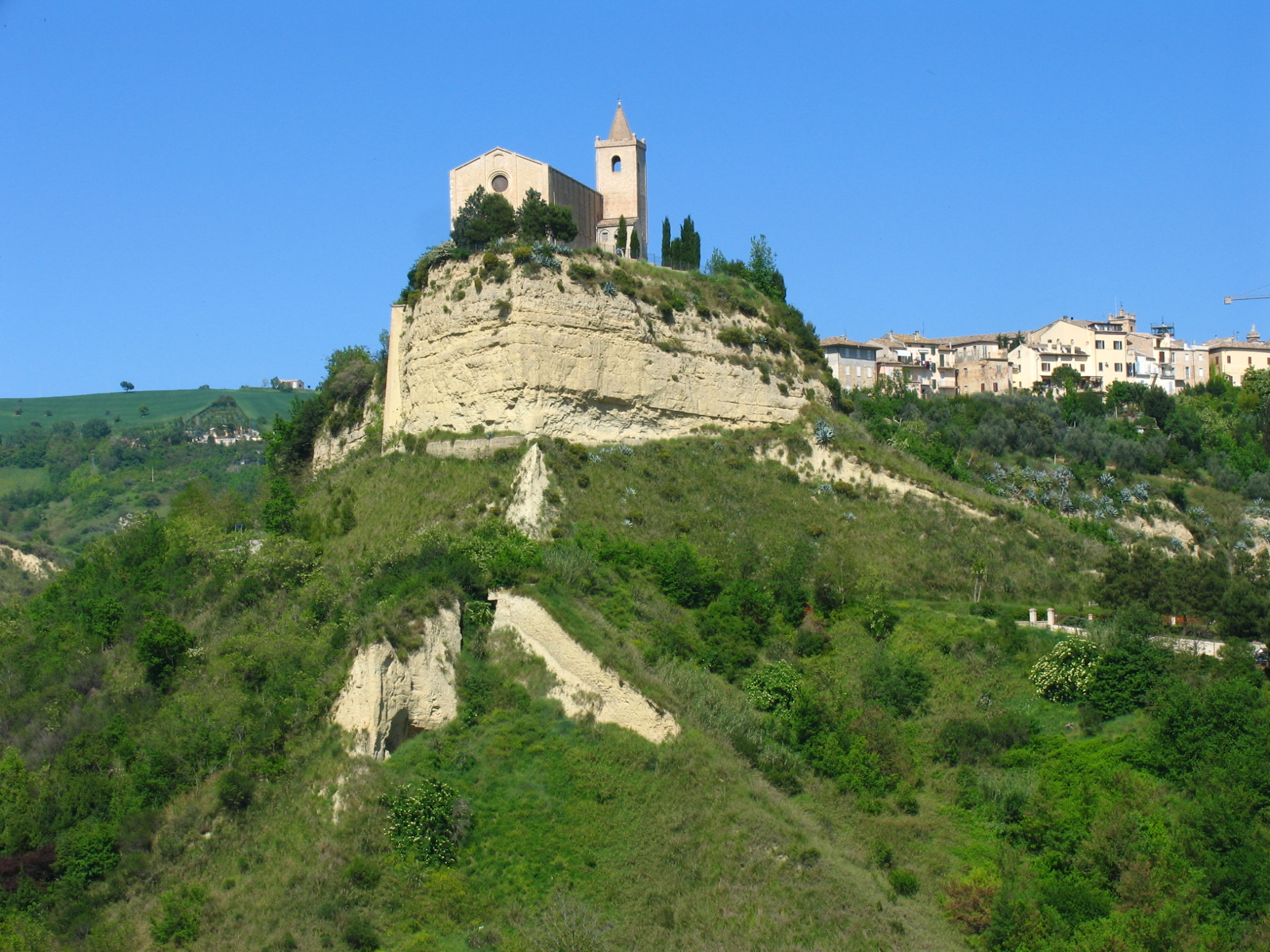
Veduta sulla rupe

Nel 1039 Longino d'Azone, un signore di Offida di origine franca o germanica, donò all'Abbazia di Farfa gran parte dei suoi possedimenti, insieme al castello di Offida e alla chiesa di Santa Maria della Rocca. Intorno al 1047 Offida divenne parte dei possedimenti dei monaci benedettini. La piccola chiesa di Santa Maria venne parzialmente demolita quando i monaci pensarono di edificare la chiesa attuale; questo accadde nel 1330, come scritto sull'epigrafe presente su un angolo del muro esterno della chiesa. La nuova costruzione prevedeva una larghezza maggiore e quindi tra i vecchi muri e quelli nuovi furono ricavati due spazi, uno dei quali fu adibito a cimitero.
Nel XVI secolo, probabilmente per ridurre a cimitero tutto il sotterraneo dopo la pestilenza del 1511, fu completato il piano superiore della chiesa e si pensò di eliminare ogni comunicazione con il piano inferiore. Successivamente la comunicazione tra i due piani fu ripristinata con una scala a chiocciola in pietra. Verso la fine del XVIII secolo fu demolito l'annesso monastero e parte del materiale ricavato venne utilizzato per la costruzione della nuova collegiata (1785). Agli inizi del XX secolo fu costruita, addossata al campanile, l'attuale abitazione del personale di custodia della chiesa.
Durante l'avanzata delle truppe alleate, tra il 16 ed il 18 giugno 1944 alcuni militari tedeschi avevano minato completamente la chiesa affinché le macerie fossero di intralcio agli alleati, ma nessuna delle trenta mine esplose e gli abitanti attribuirono l'episodio ad un miracolo della Vergine.

## Descrizione

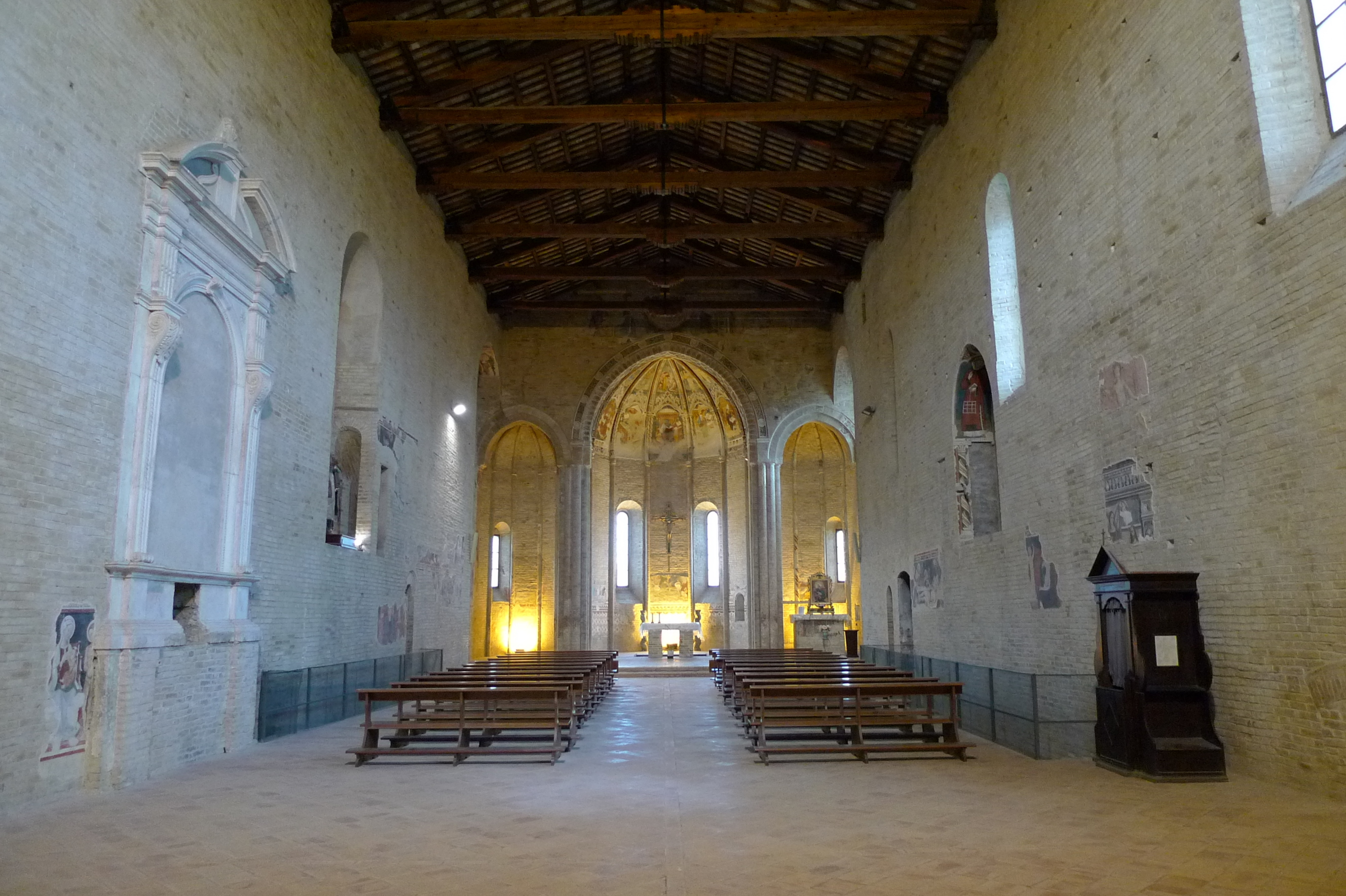
Interno

La chiesa si trova al confine occidentale dell'abitato, circondata su tre lati da dirupi che si aprono su due vallate. Si tratta di una costruzione in laterizio in stile romanico-gotico, eretta da Maestro Albertino nel 1330 su una preesistente piccola chiesa benedettina. La facciata, rivolta verso l'esterno dell'abitato, è articolata da lesene e sul lato opposto sono presenti tre alte absidi poligonali con paraste di pietra bianca, monofore e archetti gotici.
Sull'abside centrale si apre un portale romanico-gotico che immette nella cripta (a 3 poi a 5 navate), larga quanto la chiesa superiore e ornata di affreschi attribuiti al Maestro di Offida. La chiesa superiore, ad aula unica secondo la tradizione degli ordini mendicanti, conserva affreschi di influsso giottesco, ancora attribuiti al Maestro di Offida (quelli del transetto sono datati da un'iscrizione al 1367) e altri attribuiti a Giacomo da Campli (secolo XV). Parte delle decorazioni originali sono andate perse anche per il deperimento della copertura.
Negli altari laterali, eretti in epoche diverse, si segnala quello dedicato a sant'Andrea, del XV secolo, con pala affrescata su muro da Vincenzo Pagani. Sul lato sinistro del primo gradino della scala che conduce alla chiesa è rappresentata una pecorella che mangia un quadrifoglio; la credenza popolare vuole che se ci si posiziona sopra, percorrendo a ritroso la scalinata a occhi chiusi, il desiderio espresso sarà esaudito.